# Francisco Javier Moreno Jiménez
Fran Moreno (Pamplona, 7 de maig de 1984) és un futbolista navarrès, que ocupa la posició de migcampista.
Sorgeix del planter del CA Osasuna. A la temporada 05/06 debuta a la màxima categoria amb el primer equip, tot jugant set partits de lliga. Posteriorment seria cedit al CD Numancia i a l'Albacete Balompié, ambdós a Segona Divisió.
Sense continuïtat a l'equip osasunista, a l'estiu del 2008 fitxa pel CD Linares, de Segona B, i a l'any posterior hi recala al Deportivo Alavés.